# Пропустити Різдво
«Пропустити Різдво» — комедійний роман Джона Грішема. Він був опублікований видавництвом Doubleday 6 листопада 2001 року і 9 грудня того ж року посів перше місце у списку бестселерів The New York Times. Він також був випущений як аудіокнига на чотирьох компакт-дисках у жовтні 2006 року видавництвом Random House Audio Publishing Group і озвучений актором Деннісом Буцікарісом. Книгу було адаптовано у фільмі «Різдво з невдахами» (2004), режисером якого став Джо Рот, а сценаристом — Кріс Коламбус.

## Сюжет
Історія зосереджується на тому, як Лютер і Нора Кранк намагаються уникнути шаленства, яке традиційно спостерігається під час різдвяних свят. У неділю після Дня подяки вони везуть свою доньку Блер до аеропорту, звідки вона відлітає на річне завдання до Корпусу Миру в Перу. Спостерігаючи за метушнею в аеропорту, Лютер починає відчувати все більшу особисту антипатію до звичайних різдвяних традицій, особливо знаючи, що цього року Блер не буде з ними на Різдво. На додачу до всього, Нора просить Лютера заїхати до переповненої продуктової крамниці в дуже дощовий день, через що він змок, а коли повертається в машину, то розуміє, що забув білий шоколад зі списку покупок, через що Нора була змушена зайти всередину і взяти його сама.
Нора нарікає на те, що на прийдешнє Різдво вони вперше будуть розлучені як сім'я. Це спонукає її чоловіка підрахувати, скільки вони витратили на святкування минулого року. Коли він розуміє, що 6100 доларів, які вони витратили на прикраси, подарунки та розваги, викинуті на вітер, він вирішує пропустити всю домашню метушню і зробити Норі сюрприз, забронювавши 10-денний круїз Карибським морем на борту лайнера «Island Princess». Нора спочатку скептично налаштована, але згоджується з цією ідеєю за однієї умови: вони все одно пожертвують 600 доларів на церкву та Дитячу лікарню. Спочатку Лютер відмовляється, але коли Нора відмовляється розглядати круїз в іншому випадку, він погоджується, і вони починають планувати подорож.
Нора швидко звикає до думки, що не буде різдвяних покупок, ялинки та щорічної вечірки на Святвечір. На подив подружжя, їхні сусіди з Хемлок-стріт категорично заперечують проти їхнього рішення бойкотувати свято, адже ідея Кранків не прикрашати свій будинок поставить під загрозу шанси кварталу на здобуття жаданого призу за найкраще прикрашений квартал у районі. Вік Фромайєр, необрана «перша особа» району, підбурює містян насміхатися над Лютером і Норою щодо святкування Різдва, розширюючи периметр людей навколо їхнього газону, просячи групу колядників співати колядки на галявині Кранків, неодноразово телефонуючи з вимогою прикрасити свій будинок до Різдва, пікетуючи з плакатами тощо.
Благодійні організації також засмучені цією парою: місцевий загін бойскаутів жахається, коли Кранки відмовляються підтримати їх, купивши ялинку, поліція гнівається, коли вони відмовляються купувати календар, пожежники шоковані, дізнавшись, що Кранки не купуватимуть фруктовий пиріг цього року, а поштовий відділ засмучений, коли втрачає щорічне замовлення на гравійовані вітальні листівки. Одна газета навіть втручається в цю справу, просячи головного суперника Лютера, Волта Шила, зняти на відео будинок Кранків для статті. Лютер і Нора стають об'єктами насмішок і з нетерпінням чекають свого від'їзду на Різдво.
Напередодні Різдва Блер несподівано телефонує з Маямі, щоб повідомити, що вона їде додому зі своїм новим перуанським нареченим, щоб зробити сюрприз батькам. Вона прагне познайомити Енріке з різдвяними традиціями своєї сім'ї, і коли вона запитує, чи буде в них звичайна вечірка, Нора в паніці відповідає: «Так», на превеликий жаль Лютера.
Починається комічний хаос, коли подружжя намагається прикрасити будинок й організувати вечірку за лічені години до приїзду доньки і майбутнього зятя. Оскільки бойскаути розпродали всі різдвяні ялинки, Лютер домовляється позичити ялинку у сусіда, який їде на свята. Разом із сином Віка Фромайєра, Спайком, вони намагаються перенести її через вулицю, але інші сусіди помічають це і помилково вирішують, що Лютер краде ялинку, тому викликають поліцію, в результаті чого Лютер ледве уникає арешту.
Лютер намагається встановити Сніговика Фрості на своєму даху, але йому це не вдається, і в результаті він висить, зачепившись ногами, на електричному шнурі. Шил телефонує за номером 911, і Лютера рятують. Потім Кранків рятують усі, кого вони відштовхнули від себе, а сусіди об'єднуються і влаштовують гучне, галасливе святкування Різдва, на яке очікує Блер. Донька телефонує і каже, що прибула в аеропорт; поранений Лютер не може її забрати, тож Вік посилає поліцію, яка влаштовує їй героїчний прийом на стійці видачі багажу і супроводжує додому разом з нареченим. Поступово усвідомлюючи, що він отримав користь від різдвяного духу всіх своїх сусідів, Лютер починає охоче святкувати Різдво і віддає свої квитки на круїз подружжю Шилів, у яких дуже погане Різдво, бо у його дружини щойно виявили третій рецидив раку молочної залози.

## Рецензія
Видання Publishers Weekly зауважило: «Попри всі свої дотепні, хитромудрі нотки та дрібні принади, цей різдвяний твір від Грішема аж ніяк не можна порівняти з „Різдвяною піснею“, як стверджує видавець. Вона також не стоїть в одному ряду з найкращими творами самого Грішема. Передумова приголомшлива, як і слід було очікувати від Грішема… Але яким би розумним не був цей задум, його реалізацію — нікудишня. Існує вагома причина, чому майже всі класичні різдвяні казки спираються на елемент фентезі, адже, принаймні в літературі, Різдво — це час чудес. Грішем, однак, дотримується буденності, і його історії бракує магії для цього… Мізантропія в цьому короткому романі є гарною протиотрутою проти більш нудних різдвяних казок, і книгу цікаво читати. Однак порівнювати її з Дікенсом — це… нерозумно».
Брюс Фреттс з Entertainment Weekly оцінив книгу на C+ і прокоментував: «Навіть на 177 міністорінках „Пропустити Різдво“ здається розтягнутим… Попри кілька добре продуманих деталей… Грішем здебільшого торгує застарілими жартами про фруктові кекси та ляпами про передріздвяні канікули. Як і його нещодавній роман про дорослішання „Пофарбований будинок“, „Пропустити Різдво“ — це відхід короля юридичних трилерів, але, в цьому випадку, це — негідний шлях».